# Ove Nordstrandh

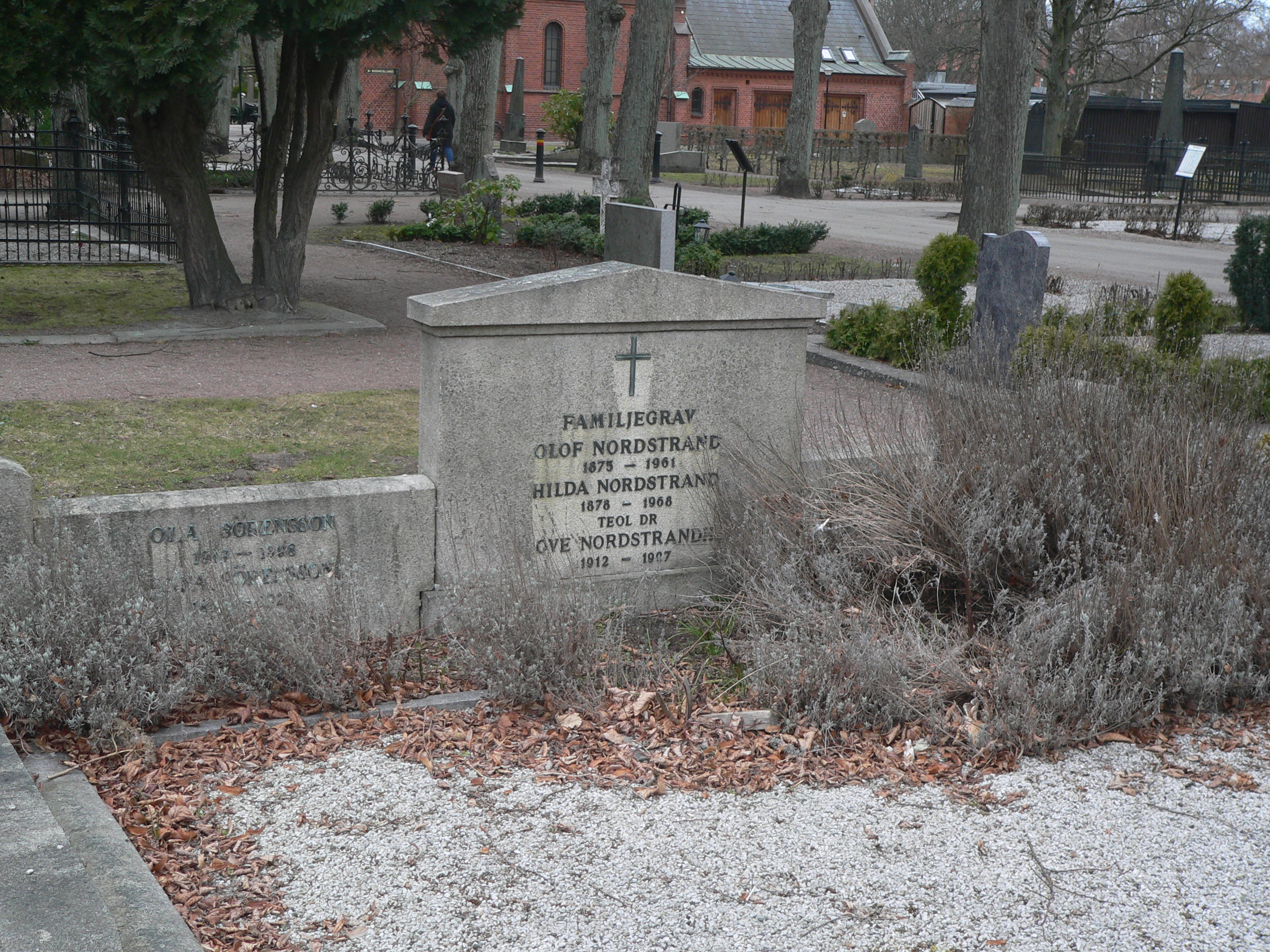
Ove Nordstrandh är begravd i familjegraven på Sankt Pauli mellersta kyrkogård.

Ove Hilding Nordstrandh, född 16 april 1912 i Fjelie, Malmöhus län, död 29 juli 1997 i Göteborgs Vasa församling, var en svensk präst, lektor och moderat politiker.
Nordstrandh studerade vid Lunds universitet, där han avlade filosofisk ämbetsexamen 1935 och teologie kandidatexamen 1941. Han prästvigdes 1942, blev teologie licentiat 1947 och teologie doktor 1951 på en avhandling om Den äldre pietismens litteratur. År 1948 blev han adjunkt och 1949 lektor vid högre allmänna läroverket i Vänersborg. Från 1952 till 1977 var han verksam vid Schillerska gymnasiet i Göteborg.
Under studietiden var han 1936–1938 kurator för Malmö nation (blev 1990 hedersledamot) och 1945 ordförande för Lunds studentkår. Han var 1957–1967 ordförande för Göteborgsdistriktet av Lärarnas riksförbund samt 1969–1971 vice ordförande i förbundsstyrelsen. Han hade dessutom förtroendeposter i studieförbundet Medborgarskolan, Lektorernas förening, Skolöverstyrelsens pedagogiska nämnd, Rojalistiska föreningen och var ledamot av olika statliga utredningar.
Nordstrandh var ledamot av riksdagens andra kammare 1962–1970, invald i Göteborgs stads valkrets. Han är gravsatt på Sankt Pauli mellersta kyrkogård (kvarter 7 gravplats 41), Malmö.